# Takaharu Nishino
Takaharu Nishino (西野 貴治?, Nishino Takaharu; Ibaraki, 14 settembre 1993) è un ex calciatore giapponese, di ruolo difensore.

## Carriera

### Club
Nel 2011 ha fatto gli studi a Osaka per migliorare il suo repertorio per la difesa. Nel 2012 va al Gamba Osaka. Ha incominciato a debuttare in prima squadra nella seconda divisione giapponese (sempre con la maglia del Gamba Osaka, dal quale portava il numero 26). Al 19 agosto 2013, Nishino ha fatto il suo primo gol in prima squadra, contro il Consadole Sapporo. Dopo questa partita, egli ha conquistato la posizione da titolare e, quando il suo club è ritornato nella prima divisione giapponese (2014), ha scelto la maglia numero 3. Nello stesso anno vincono il campionato. Il suo soprannome in Giappone è "Taka".

## Palmarès

### Club

#### Competizioni nazionali
- J2 League: 1

Gamba Osaka: 2013
- Coppa J. League: 1

Gamba Osaka: 2014
- Campionato giapponese: 1

Gamba Osaka: 2014
- Coppa dell'Imperatore: 2

Gamba Osaka: 2014, 2015
- Supercoppa del Giappone: 1

Gamba Osaka: 2015